# Charles de Lardemelle
Pour les autres membres de la famille, voir Famille de Lardemelle.
Charles de Lardemelle (Metz, 1867 - Paris, 1935) est un général français ayant participé à la Première Guerre mondiale.

## Biographie
Issu d’une famille de militaires de carrière, Charles Marie de Lardemelle est né à Metz le 5 mai 1867. Il est le fils de Louis Marie de Lardemelle et d'Anne de Turmel, neveu du général Georges de Lardemelle. Sa famille ayant opté pour la nationalité française après l’annexion de l’Alsace-Lorraine, il fait ses études à Nancy puis à Saint-Cyr. Affecté comme sous-lieutenant à Verdun en 1887, il prépare l’École de Guerre. Capitaine en 1896, il devient l’officier d’ordonnance du général Hervé, commandant le 6e corps d'armée. 
En 1900, Lardemelle est affecté à l’état-major des troupes d’Indochine. Il rejoint ensuite le corps expéditionnaire de Chine et participe à la prise de Pékin. Revenu en France, il poursuit sa carrière dans diverses garnisons.  En 1913, il est nommé chef d’état-major du 1er Corps d'Armée à Lille.

## Première Guerre mondiale
Pendant la Première Guerre mondiale, Lardemelle participe d'abord aux grandes batailles de 1914, avant de prendre les fonctions de chef d’état-major de la Ve Armée. Il devient général de brigade en 1915 et prend le commandement du 122e division d'infanterie dans les Balkans ; le 20 novembre 1915 il fait retraite de la boucle de la Cerna et est remplacé par le général Gérôme. Rentré en France l’année suivante, il prend le commandement de la 74e division. Il participe ensuite à diverses opérations en Champagne et dans la Meuse, jusqu'à la victoire.
Général de division, Lardemelle prend le commandement de la 7e Région à Besançon (1919). En 1922, il devient gouverneur de Metz, poste qu’il conserve jusqu’en 1929. Il meurt à Paris le 28 décembre 1935.

## Grades
- 24 septembre 1912 : lieutenant-colonel
- 1er novembre 1914 : colonel
- 17 juin 1915 : général de brigade à titre temporaire
- 22 juin 1916 : général de brigade
- 23 décembre 1918 : général de division

## Décorations
- Grand officier de la Légion d'honneur : Chevalier le 11 juillet 1901, Officier le 10 avril 1915, Commandeur le 16 juin 1920 et Grand Officier le 11 juillet 1928.
- Croix de guerre 1914–1918 (3 citations à l’ordre de l’armée)
- Médaille commémorative de l'expédition de Chine (1901)[3] (avril 1902)
- Médaille interalliée de la Victoire
- Médaille commémorative de la guerre 1914–1918
- Officier du Nichan Iftikhar[3] (décembre 1902)
- Officier de l'ordre du Soleil levant[3] (août  1900)
- Croix de guerre ( Belgique)
- Croix de Sainte-Anne de Russie[3] (janvier 1903)
- Mérite militaire d'Espagne[3] (avril 1906)

## Postes
- 23 décembre 1913 - 28 septembre 1914 : chef d’état-major du 1er Corps d'Armée
- 28 septembre 1914 - 14 juin 1915 : chef d'état-major de la Ve Armée
- 15 juin 1915 - 3 décembre 1915 : commandant de la 122e Division d'Infanterie

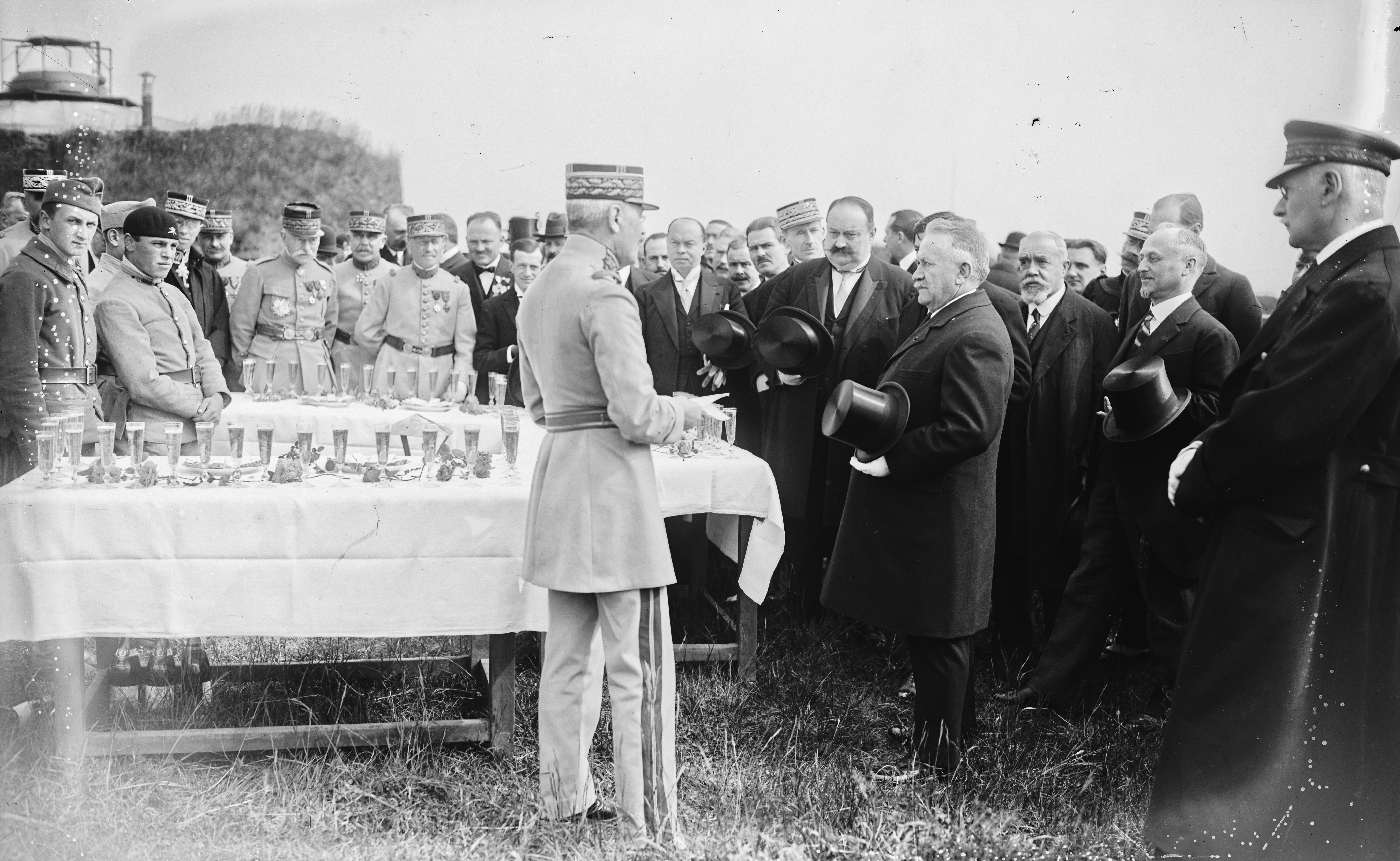
Le général de Lardemelle accueille le président Doumergue le 24/5/1926 au Fort Saint-Quentin.

- 3 décembre 1915 - 1er mars 1916 : en disponibilité.
- 1er mars 1916 - 23 décembre 1918 : commandant de la 74e Division d'Infanterie de Réserve
- 23 décembre 1918 - 26 novembre 1921 : commandant de la 41e Division d'Infanterie
- 28 mars 1919 : commandant de la 7e Région (Besançon)
- 26 novembre 1921 - 5 mai 1929 : commandant du 6e corps d'Armée
- 1er janvier 1922 - 5 mai 1929 : gouverneur militaire de Metz
- 13 mai 1924 - 5 mai 1929 : commandant de la 6e région
- 5 mai 1929 : placé dans la section de réserve